# Remoxiprid
Remoxiprid ist ein atypisches Neuroleptikum, das Anfang der 1990er Jahre in der Psychiatrie eingesetzt wurde. Von der chemischen Struktur ist es ein Benzamid.

## Geschichte
Remoxiprid war von 1990 (Erstzulassung in Dänemark; Zulassung in Deutschland ab 1991) bis Ende 1993 für die Therapie schizophrener Psychosen zugelassen. Der Handelsname des Originalpräparats war Roxiam; die tägliche Dosis betrug 150–450 mg (max. 600 mg) in Form von Kapseln zum Einnehmen, auch eine Injektionslösung war verfügbar.

### Marktrücknahme
Ende 1993 wurde Roxiam durch die Herstellerfirma weltweit vom Markt genommen, als der Widerruf der behördlichen Zulassung für Remoxiprid drohte. Anlass waren tödlich verlaufene Fälle von aplastischer Anämie, einer Schädigung der Blutbildung im Knochenmark, die durch Remoxiprid verursacht wurden (Risiko 1 zu 2000). Der begründete Verdacht auf das schlechte Nutzen-Risiko-Verhältnis dieses niedrigpotenten Neuroleptikums rechtfertigte die Verwendung nicht länger, auch vor dem Hintergrund, dass Remoxiprid in allen Therapiesituationen als durch andere Antipsychotika ersetzbar angesehen wurde.